# Станкомаш
Станкомаш — крупное машиностроительное предприятие СССР и России. Расположено в Челябинске.

## История
Датой основания завода считается 16 мая 1935 года.
За весь период деятельности у завода было несколько названий:
- Специальный механический завод № 78 — «Челябспецстрой»;
- Завод крупного станкостроения — завод № 78;
- Завод № 78 имени Серго Орджоникидзе — ЗСО;
- В период Великой Отечественной войны — Завод № 78 и Завод № 200 (Челябинский завод транспортного машиностроения)[2], затем вновь ЗСО;
- Производственное объединение «Завод имени Серго Орджоникидзе» -ПО «ЗиО»;
- Акционерное общество «Станкомаш» и, впоследствии, открытое акционерное общество "Федеральный научно-производственный центр «Станкомаш».

### 1930—1940 годы
Решение о строительство завода крупного станкостроения принято правительство СССР 15 мая 1930 года. В марте 1931 года началась геодезическая съёмка местности под стройплощадку. Первый руководитель строительства, прораб Михаил Иванович Калитов, прибыл в Челябинск в октябре. Для него была построена контора из камышовых щитов, ставшая первым зданием на площадке. Тогда же появилась временная конюшня. В 1932 году для обслуживания стройки в центре Челябинска открылась слесарно-механическая мастерская. В марте построены первые бараки для строителей, в июле заложен первый дом коммунально-бытового назначения. К концу года открыты здравпункт, детские ясли, молочная кухня, рабочий клуб и амбулатория на 3-м участке.
Первый цех будущего завода сдан в январе 1933 года. Им стал конный двор, просуществовавший до 1955 года. Первым начальником двора стал Захар Петрович Горшков. В марте на территории стройплощадки заработал механический завод.
В марте 1934 года назначен первый директор завода. Им стал инженер Иосиф Абрамович Каттель. В апреле вступил в строй кузнечный цех (в настоящее время кузница инструментального производства). В бараке у Южной проходной открылась больница. В августе стройку посетил Нарком тяжёлой промышленности Серго Орджоникидзе. В ноябре открыто трамвайное движение из центра города до «Станкостроя».
К середине мая 1935 года заработали инструментальный и ремонтно-механический цеха. 16 мая вышел приказ Наркома тяжелой промышленности о пуске первой очереди Челябинского завода крупного станкостроения. В ноябре из ворот завода вышла первая серьёзная продукция: два токарно-винторезных станка СО-1. Демонстрация их в Москве была доверена начальнику слесарной мастерской инструментального цеха Ивану Николаевичу Колеснику. В декабре 1931 года была основана Центральная заводская лаборатория (ЦЗЛ). В 1936 года продолжился ввод в строй цехов завода: в сентябре вступила в строй первая очередь главного корпуса, в октябре заработал основной кузнечно-прессовый цех.
В марте 1937 года заводу было присвоено имя Серго Орджоникидзе. В том же году началось серийное производство токарно-винторезных станков 1Д64. В 1938 году заработали новые участки производства, механические цеха главного корпуса и теомический цех. Также в июль открылась поликлиника. С 1939 года завод перешёл на полный цикл производства. Ежемесячная производительность достигла 15 станков. В сентябре заработал собственный чугунолитейный цех. В течение 1940 года завод формировал инженерный корпус.

### 1941—1945 годы

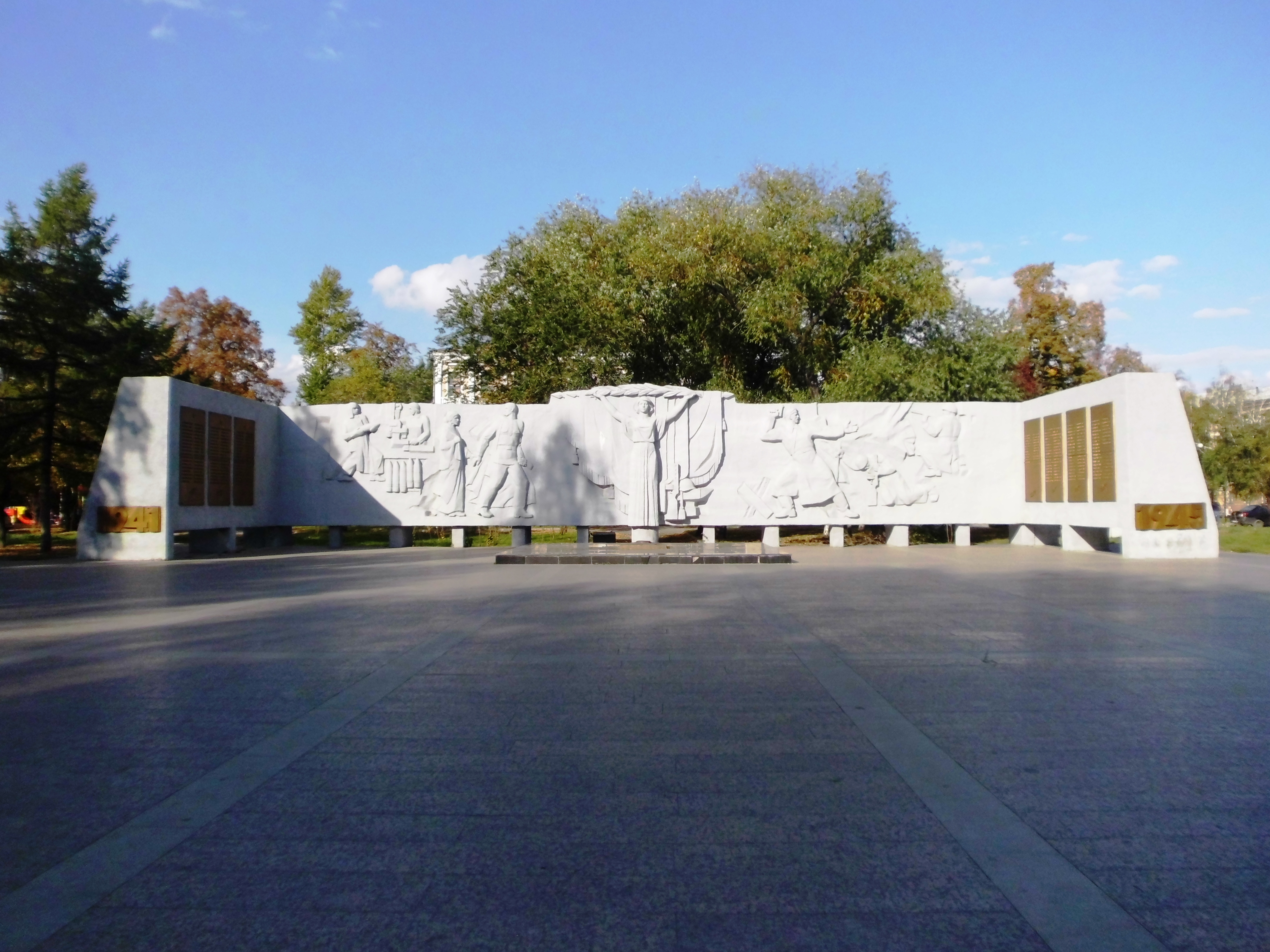
Мемориал памяти трудящихся завода им. Серго Орджоникидзе, труженикам тыла и блокадникам Ленинграда, погибших в годы Великой Отечественной войны 1941—1945 гг. В сквере Защитников Отечества в Ленинском районе за ДК Станкомаш

После начала Великой Отечественной войны завод приступил к переходу на военную продукцию. В июле впервые в Челябинске была выплавлена мартеновская сталь, необходимая для производства брони. В ноябре на базе ряда цехов, выделившихся из станкостроительного завода имени Серго Орджоникидзе (завод № 78, за которым осталось снарядное производство), организован самостоятельный завод № 200 (Челябинский завод транспортного машиностроения) для производства бронекорпусов и башен тяжелых танков. В декабрь заработал электросталелитейный цех с десятитонной электропечью для получения мелких стальных отливок. В 1941 в состав завода был включён Московский электромеханический завод имени Владимира Ильича, эвакуированный из столицы, и другие предприятия.
В феврале 1942 начался серийный выпуск направляющих для реактивных минометов «Катюша», выпускаемых заводом им. Колющенко. С марта заработал самостоятельный электродный цех для обеспечения цехов электродами для дуговой сварки и резки. В мае освоено производство бронебойного снаряда «Якорь». За успешное выполнение заданий Правительства 42 человека награждены орденами и медалями. Во второй половине года налажено производство литых башен тяжелого танка.
В марте 1943 года главным инженером завода № 200 назначен Ниценко Владимир Сергеевич. В дальнейшем он стал директором завода. В этом качестве проработал до 1952 года. В октябре состоялось посещение завода академиком Е. О. Патоном для организации работ по автоматической сварке под слоем флюса.
В 1944 завод стал инициатором «Агарковского движения», главную роль в котором сыграл бригадир электросварщиков Егор Прокопьевич Агарков.
В январе 1945 года освоено производство 280 мм бронебойных снарядов.
В ноябре 1945 года трудовая деятельность завода в годы Великой Отечественной войны была отмечена орденом Трудового Красного Знамени.

### После 1945

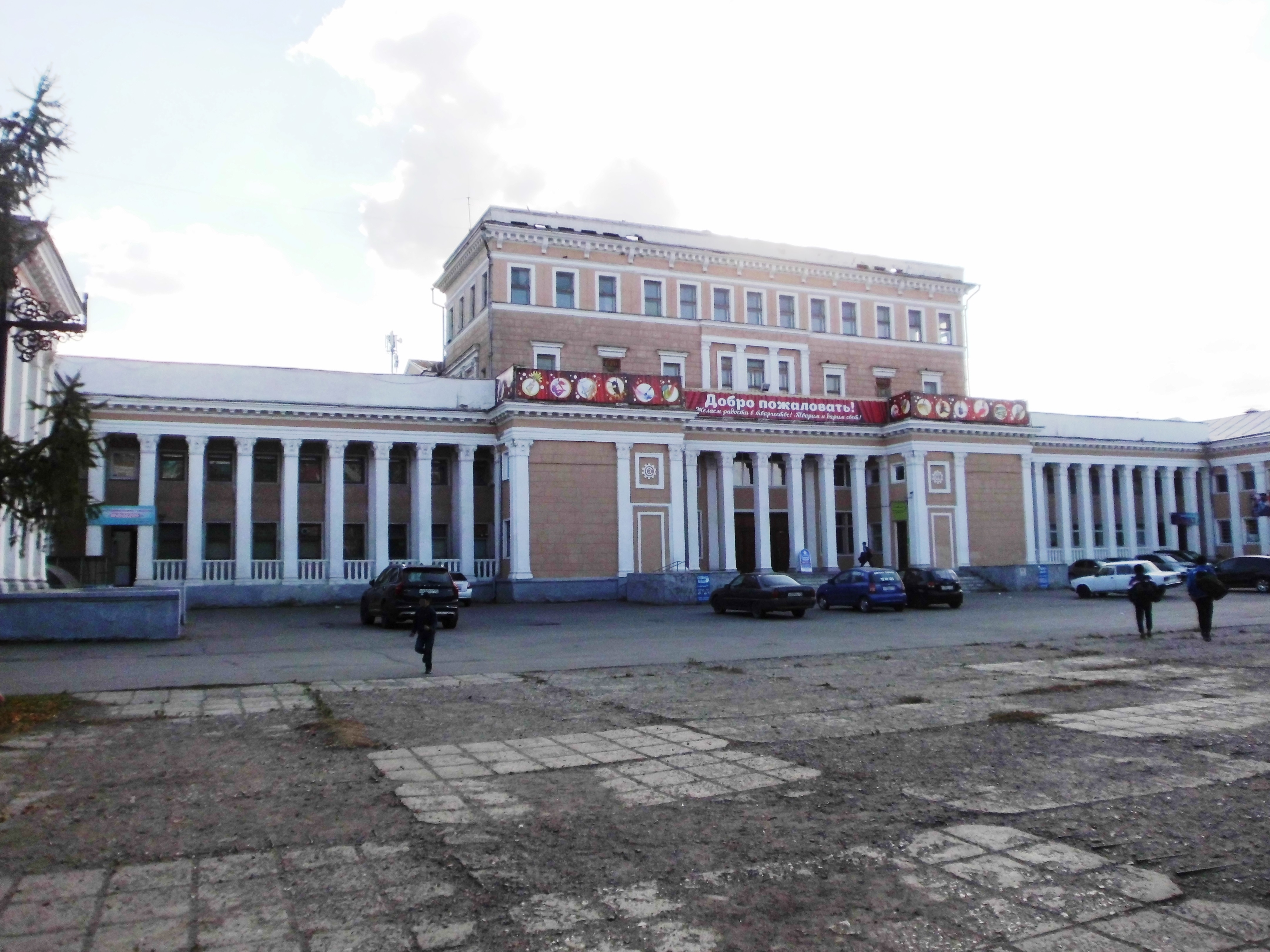
ДК Станкомаш. Северо-восточная часть здания с главным входом. 2018 г.

В послевоенное время завод вернулся к производству гражданской продукции. В 1946 начался выпуск нефтяных буровых установок и культиваторов для сельского хозяйства. В октябре 1946 года рабочие завода проложили теплотрассу длиной 3,5 км до заводского посёлка, а в ноябре открылся Дворец культуры завода. С апреля 1948 года завод начал выпуск станин, клетей и механизмов прокатных станов. Военное производство с октября 1949 года дополнилось изготовлением плавающих машин.

### XXI век
В 2014 году имущественный комплекс завода был продан промышленной группе «Конар». На территории завода был создан индустриальный парк «Станкомаш». На его территории разместились предприятия группы «Конар»: литейное производство «БВК», кузнечный цех «Современные кузнечные технологии», производство крупногабаритных металлоконструкций «СП Конар-Чимолаи», производство уплотнений и подшипников скольжения «Уральские уплотнительные технологии», производство трубопроводной арматуры «Конар-Орион», производство «Транснефть нефтяные насосы», АО «Русские электрические двигатели» и другие предприятия.
16 мая 2015 года, к 80-летию «Станкомаша», открыт музей предприятия.

## Санкции
12 июня 2024 года, из-за российского вторжения на Украину, предприятие попало в блокирующий санкционный список США против российской военно-промышленной базы как производитель вооружений, выпускающий для Министерства обороны РФ продукцию оборонного характера, в том числе РСЗО «Смерч».